# Eustace Wyatt
Pour les articles homonymes, voir Wyatt.
Eustace Wyatt, né le 5 mars 1882 à Bath et mort le 25 octobre 1944 à Los Angeles en Californie, est un acteur britannique. Parmi ses rôles il y a celui de l'inspecteur Lestrade dans The Three Garridebs (1937). Wyatt fait partie de la troupe du Mercury Theatre (en) d'Orson Welles.

## Filmographie partielle
- 1937 : The Three Garridebs
- 1938 : Too Much Johnson de Orson Welles
- 1942 : Voyage au pays de la peur de Norman Foster et Orson Welles
- 1942 : Nightmare de Tim Whelan
- 1943 : Madame Curie de Mervyn LeRoy :
- 1943 : Jane Eyre (Jane Eyre), de Robert Stevenson
- 1944 : Hantise (Gaslight) de George Cukor
- 1944 : Espions sur la Tamise (Ministry of Fear) de Fritz Lang
- 1945 : Le Sérum de longue vie (The Man in Half Moon Street) de Ralph Murphy

## Adaptations radiophoniques
- 1938 : Rebecca adapté par Howard Koch pour la série radiophonique The Campbell Playhouse d'Orson Welles : Coroner)[3]
- 1938 : L'Île Au Trésor adapté pour The Mercury Theatre on the Air d'Orson Welles (musique de Bernard Herrmann): Le Squire Trelawney[4]